# Писаћа машина
Писаћа машина, односно дактилотип, је механички или електромеханички уређај за штампање текста на папиру. Садржи низ дугмади, чијим се притискањем утискују слова, бројеви и интерпункцијски знаци. Писаћа машина је патентирана за потребе читљивијег и бржег писања у више примерака од дотадашњег писања помоћу пера.
Вештина рада на писаћим машинама је већ током 19. века добила назив дактилографија (фр. dactylographie), а особа која је обучена у тој вештини има стучно звање: дактилограф.
Употребом писаће машине (односно дактилотипа) настаје откуцани, односно дактилотипски текст (дактилотипија), за који се такође употребљавају и називи: дактилоскрипт или типоскрипт (оба назива у међународној терминологији имају и нека додатна значења).

## Историја
Конструкција писаће машине не би била могућа без Гутенберговог изума штампарске машине која је допринела ширењу писмености у 15. веку.

### Почетак производње
Енглез Вилијам Пети (енгл. William Petty) први је покушао да конструише писаћу машину 1674. године, а тек након четири деценије, 1714. године, његов земљак Хенри Мил (енгл. Henry Mill) потписао је први пројекат писаће машине (енгл. Machine for Transcribing Letters). Пелегрино Тури (енгл. Pelegrino Turri) је био један од првих проналазача писаћих машина који је конструисао машину која је омогућила слепима да пишу. За потребе грофице Каролине Фантони, која је била слепа, конструисао је писаћу машину на којој је она први пут написала писмо 1808. године. На писму је отисак био јасно видљив. Немачки проналазач Карл Драис (нем. Karl Freiherr von Drais) патентирао је претечу бицикла, такозвану Running machine, а патентирао је и машину познату под именом „Клавир који пише” за потребе свог слепог оца 1821. године. На машини је за свако од 25 слова издвојио по један тастер, а потом их је груписао у квадрате димензија 5 х 5. Сатни механизам је померао машину. Папирна трака је била у једном прорезу са овим механизмом. Касније је усавршио нови патент који је функционисао попут стенограмске машине. Нови патент је садржао комбинацију слова која су на папиру остављала рупице.
Вилијам Остин Барт (енгл. William Austin Burt) патентирао је машину под називом „Типкајући писац” (енгл. Typewriter) 1829. године, иако на њој није успео да куца брже него што је писао руком. Неколико деценија касније, 1848. године је Пјер Кармијен конструисао писаћу машину која је радила на принципу музичког цимбала. Полуге су биле снабдевене штампарским словима која су била поређана у круг. Притиском на полуге слова су се отискивала попут удараца малих чекића по жицама цимбала. Петер Митерхоф (енгл. Peter Mitterhofer) развио је пет модела писаћих машина и то без употребе техничких помагала. Машине је конструисао употребом једноставног алата. Године 1864, објавио је своју прву иновацију. Машина је у целости била направљена од дрвета изузев кућишта и жица које су биле направљене од метала. Расмус Мејлинг Хансен (енгл. Rasmus Malling Hansen) био је директор данског института за глувонеме и желео је да помогне својим штићеницима па је том приликом конструисао машину под називом „Кугла која пише” (енгл. Writing Ball), 1865. године. Машина је добила такав назив јер је била у облику кугле са 50 слова која су остављала отисак померањем кугле. Филозоф Фридрих Ниче је био најпознатији корисник ове машине.

### Ремингтон
Прва модерна писаћа машина намењена за ширу употребу патентирана је 1868. године у Америци под називом Sholes&Glidden&Soule. Творци ове машине били су Карлос Глиден, Семјуел Соул и Кристофер Шолс. Њихов патент је привукао пажњу тадашњег најпознатијег произвођача шиваћих машина и ловачких пушака Ремингтон. Фабрика Ремингтон из Њујорка склопила је уговор са творцима ове машине. Након што је Шолс-Глиденов патент додатно усавршен започета је индустријска производња машине. Године 1873, на тржиште је пласиран први модел Ремингтон машине. Херман Вагнер је 1897. године патентирао машину коју је унапредио тадашњи водећи произвођач трака у боји и мастила за писаће машине, Џон Андервуд. Машина под називом Андервуд Модел 5 била је веома запажена и цењена у Америци, а постала је мерило и стандард за све будуће машине. Андервуд и Ремингтон као два водећа америчка произвођача ускоро један другом постају конкуренција. Примат у производњи и на тржишту ипак преузима Андервуд о чему сведоче подаци из 1920. године.

### Адлер
Хајнрик Клејер започео је фабричку производњу писаћих машина у Немачкој, у својој фабрици Adler у Франкфурту 1890. године. Оригинални патент Велингтон машине усавршио је у свој модел који је првобитно носио назив Empire, а потом и Adler No. 7. Године 1909, произведено је чак 25000 примерака ове машине. Прве преносиве машине, портабл Klein Adler машине, Хајнрик је први почео да производи 1913. године. Адлер писаће машине су опстале дуги низ година, а неке од њих се и данас користе.

### Бликенсдерф
Џорџ Бликенсдерфер творац је још једног популарног америчког модела из 1893. године. Модел је добио име по свом творцу- Бликенсдерф. Прва електрична верзија овог модела израђена је у Америци 1902. године. Производњу ових електричних машина 1935. године преузима IBM (енгл. International Business Machines Corporation). Током 1956. године компанија је свој модел C током 19 месеци продала у више од 250000 примерака. Машине су биле карактеристичне по томе што су могле истовремено да пишу различита писма.

### Мињон
Године 1904, Немачка водећа фирма за производњу писаћих машина АЕГ (нем. ALGEMEINE ELEKTRIZITÄTS GESELLSCAFT) започела је производњу писаћих машина Мињон (енгл. Mignon). Машине су имале преносни механизам у виду ваљака и то је чинило да буду неприступачне многим купцима. Последњи модел Мињон машина пласиран је на тржиште 1933. године, а након тога фабрика производи једноставнији и приступачнији модел под називом Олимпија (енгл. Olimpia). Произведен је и модел Олимпија намењен инвалидима па је коришћење било могуће и са једном руком. Олимпија модел се уз повремену модернизацију производио све до 1992. године.

### Мерцедес
Познати модел писаће машине Мерцедес (нем. Mercedes-Euklid) произведен је 1903. године у Тирингији у Немачкој. Модел носи исти назив као позната фабрика аутомобила, иако није реч о истој фабрици. Фабрика је интензивно радила на усавршавању и модернизацији својих модела па се 1921. године појавила машина под називом Мерцедес Електра. Мерцедес Електра је била механичка машина која је поседовала и електромотор. Године 1935. произведена је електрична верзија овог модела.

### Остали модели
Прва индустријски произведена писаћа машина у Италији се појавила 1908. године. Творац је био индустријалац Камил Оливети. Његов патент, машина марке Lettera No.22 постала је икона активног новинарства. Крајем 1953. године један од најпознатијих произвођача писаћих машина Смит Корона произвео је 12 милиона примерака својих писаћих машина. Овај постратни период се сматра златним добом писаћих машина.
Писаће машине су производили и познати произвођачи са простора бивше Југославије. Најпознатије марке биле су Емона из Јасеница, Унис из Сарајева, Сава из Љубљане и Бисер коју је производила Војна фабрика из Бугојна у Босни и Херцеговини, „Славко Родић”.
Од куриозитета се може поменути немачка Вандерер машина из око 1940, која је поред слова исписивала и музичку нотацију.

### Крај производње
Удружење младих хришћанки је 1881. године организовало први курс дактилографије у Америци. Курс је похађало осам полазница. Обуке су организоване широм света и убрзо је обучен велики број дактилографкиња. Произвођачи писаћих машина су били веома задовољни напретком и сматрали су да на овај начин жене могу да раде мање физички захтевне послове и граде сопствену каријеру. Током већег дела 20. века, масовно су је користили канцеларијски службеници, писци и новинари. Са појавом техничко-технолошких иновација уследио је и настанак различитих и модернијих писаћих машина у погледу конструкције, облика, естетике, итд.
Са ширењем рачунарске технологије, убрзо су почели да је потискују лични рачунари и штампачи. Од 2000. године произвођачи канцеларијских писаћих машина у свету постепено су обуставили производњу овог уређаја, а 2011. године је затворена и последња фабрика писаћих машина у Мумбају у Индији.

## Механизам и делови
Основни делови једне писаће машине су тастатура и механички или електронски механизам који преноси, умножава и коригује знаке који се притиском преко траке у боји отисну на папир. Преносни механизам се разликује, зависи од модела писаће машине, и може бити путем ваљка, кугле, полуге или точкића.
Први модели машина нису имали тастатуру него показивач. Показивачем су се обележавали бројеви или слова пре него што се изврши потисак на скалу или дугме. Временом су машине унапређене па су им додати делови попут кружно постављене полуге са словима, цилиндричних вијака који су померали папир чиме је било омогућено да се направи размак између слова и редова и држача за папир који се помиче, итд.

## Галерија
- Писаћа машина Оливети са латиничним словима
- Писаћа машина Ремингтон стандард
- Писаћа машина Ројал
- Адлер писаћа машина
- Писаћа машина Бисер
- Писаћа машина Корона портабл
- Писаћа машина марке Фролио
- Писаћа машина Хермес 808
- Писаћа машина Империјал Б
- Писаћа машина Империјал Б
- Писаћа машина Оливер 10
- Мињон писаћа машина
- Бисер писаћа машина
- Писаћа машина Олимпија 8
- Писаћа машина Олимпија 8
- Писаћа машина Ремингтон No. 12
- Писаћа машина Ројал са ћириличним словима
- Писаћа машина Смит Корона
- Писаћа машина Смит Премијер
- Писаћа машина Ремингтон модел СР101

### Патенти
- US79265 – Improvement in Type-Writing Machines (the patent that laid the basis for the Sholes & Glidden Type Writer)
- US349026 – typewriter ribbon, by George K. Anderson of Memphis, Tennessee.